# 7197 П'єроангела
7197 П'єроангела (7197 Pieroangela) — астероїд головного поясу, відкритий 16 січня 1994 року.
Тіссеранів параметр щодо Юпітера — 3,354.